# Berthold IV de Zähringen
 (février 2024).
Berthold IV de Zähringen, est le fils de Conrad Ier, duc de Zähringen et de Clémence de Namur. Il est né vers 1125 et mort le 8 décembre 1186. Il est duc de Zähringen de 1152 à 1186 et comte de Boulogne de 1183 à 1186 (de par son mariage avec Ide de Lorraine). 
Peu après son avènement, soutenu par l'empereur Frédéric Barberousse, il prépare la conquête du comté de Bourgogne qui était revenu à Béatrice Ire de Bourgogne après la mort de son père, mais finalement Frédéric préfère épouser l'héritière légitime du comté qui échappe ainsi à Berthold. En compensation, il reçut en 1156 le titre de recteur de Bourgogne et l'autorité sur les villes de Genève et Lausanne, puis sur Zurich en 1173. En 1157, Berthold  fonde la ville de Fribourg. 

## Mariages et enfants
Il épouse en premières noces Edwige (? - 1183), fille d'Hermann comte de Fribourg dont il a : 
- Berthold V de Zähringen ;
- Agnès (1160/70 - 1er/10 mai 1236/39) ; elle épouse Egon IV d'Urach (vers 1165 - 12/27 janvier 1230/36) ;
- Anne ; elle épouse Ulrich III (? - 1227) comte de Kybourg ; elle obtient Fribourg, en Suisse.

Il se remarie en 1183 avec Ide de Lorraine († 1216), fille de Mathieu d'Alsace et de Marie de Blois, comtesse de Boulogne, mais ils n'ont pas d'enfants.

## Sources
- Anthony Stokvis, Manuel d'histoire, de généalogie et de chronologie de tous les États du globe, depuis les temps les plus reculés jusqu'à nos jours, préf. H. F. Wijnman, Israël, 1966, chapitre VIII et tableau généalogique no 105 « Généalogie de la Maison de Bade, I.  ».
- « Zähringen, Berthold IV de » dans le Dictionnaire historique de la Suisse en ligne, version du 5 février 2014.